# Leichtathletik-Weltmeisterschaften 2013/Teilnehmer (Namibia)
| Gelbes Symbol für Goldmedaillen mit stilisierten Olympischen Ringen | Graues Symbol für Silbermedaillen mit stilisierten Olympischen Ringen | Braundes Symbol für Bronzemedaillen mit stilisierten Olympischen Ringen |
| ------------------------------------------------------------------- | --------------------------------------------------------------------- | ----------------------------------------------------------------------- |
| —                                                                   | —                                                                     | —                                                                       |

Der Leichtathletik-Verband Namibias stellte sechs Teilnehmer bei den Leichtathletik-Weltmeisterschaften 2013 in der russischen Hauptstadt Moskau.

## Ergebnisse

### Männer

#### Laufdisziplinen
| Athlet              | Disziplin | Vorlauf | Vorlauf | Halbfinale         | Halbfinale         | Finale             | Finale             |
| Athlet              | Disziplin | Zeit    | Platz   | Zeit               | Platz              | Zeit               | Platz              |
| ------------------- | --------- | ------- | ------- | ------------------ | ------------------ | ------------------ | ------------------ |
| Hitjivirue Kaanjuka | 200 m     | 21,33 s | 41      | nicht qualifiziert | nicht qualifiziert | nicht qualifiziert | nicht qualifiziert |

### Frauen

#### Laufdisziplinen
| Athlet              | Disziplin | Vorlauf    | Vorlauf | Halbfinale | Halbfinale | Finale        | Finale        |
| Athlet              | Disziplin | Zeit       | Platz   | Zeit       | Platz      | Zeit          | Platz         |
| ------------------- | --------- | ---------- | ------- | ---------- | ---------- | ------------- | ------------- |
| Tjipekapora Herunga | 400 m     | 52,01 s SB | 18      | 52,28 s SB | 19         | ausgeschieden | ausgeschieden |
| Alina Armas         | Marathon  |            |         |            |            | 2:45:09 h     | 25            |
| Leena Ekandjo       | Marathon  |            |         |            |            | DNF           | DNF           |
| Helalia Johannes    | Marathon  |            |         |            |            | DNF           | DNF           |
| Beata Naigambo      | Marathon  |            |         |            |            | DNF           | DNF           |